# Meningoencefalitis amebiana primaria
La meningoencefalitis amebiana primaria (MAP) es una enfermedad poco frecuente del sistema nervioso central causada por la infección de la ameba Naegleria fowleri.

## Síntomas
En los 3-7 días después de contraer la infección, los síntomas típicos son la distorsión del sentido del olfato, que progresa rápidamente, incapacidad para oler (con la consiguiente imposibilidad de percibir el sabor de los alimentos) provocado por el consumo por parte del parásito de las células nerviosas del olfato y la consiguiente muerte de estas.
Tras la progresiva multiplicación de los organismos causantes de la infección se habrán consumido en gran medida los bulbos olfativos, y la infección se propaga rápidamente a través de los axones de las células mitrales al resto del cerebro, resultando en la aparición de síntomas cerebrales, incluyendo dolor de cabeza, náuseas, y la rigidez de los músculos del cuello, progresando a vómitos, delirio, convulsiones, y en ocasiones un coma irreversible. La muerte generalmente ocurre dentro de los 14 días de exposición, como resultado de la insuficiencia respiratoria cuando la infección se propaga al tronco cerebral, la destrucción de las células nerviosas autónomas del bulbo raquídeo.

## Patogenia
Naegleria fowleri se propaga a través de aguas calientes y estancadas (típicamente durante los meses de verano), y entra en el sistema nervioso central después de la insuflación de agua infectada uniéndose al nervio olfativo.  A continuación, la ameba migra a través de la lámina cribosa hasta el bulbo olfatorio del cerebro,  donde se multiplica en gran medida alimentándose del tejido nervioso.

## Causa
Naegleria fowleri es un parásito conocido comúnmente como un tipo de ameba. La infección se produce normalmente durante los meses de verano y los pacientes suelen tener antecedentes de exposición a agua estancada. El organismo prefiere temperaturas superiores a 32 °C como ocurre en las aguas de climas tropicales o en el agua calentada por la actividad geotérmica. El organismo es extremadamente sensible al cloro (<0,5 ppm), por lo que resulta fácil eliminar esta ameba mediante la cloración del agua. La exposición al organismo es muy común debido a su amplia distribución en la naturaleza, pero hasta ahora carece de la capacidad de infectar el cuerpo a través de cualquier método que no sea el contacto directo con el nervio olfativo; además el agua contaminada debe ser profundamente insuflada en las cavidades de los senos para que se produzca la transmisión.
Michael Beach, especialista que trabaja en el Centro para el Control y la Prevención de Enfermedades (CDC según sus siglas en inglés), afirmó en declaraciones a The Associated Press que el uso de clips para la nariz, que impiden la insuflación de agua contaminada, sería una protección eficaz contra la infección MAP. 

## Epidemiología

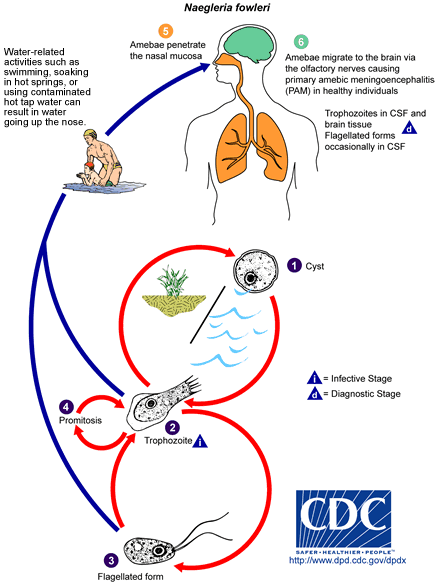
Ciclo de vida de la ameba causante de MAP

La enfermedad es rara y altamente letal. Parte de los casos de este tipo de infección son diagnosticados post mortem, debido a la rapidez con la que avanzan los síntomas y al escaso número de casos que ocurren, lo que dificulta el diagnóstico médico. 
Esta forma de infección del sistema nervioso por ameba fue documentado por primera vez en Australia en 1965. En 1966, se reportaron cuatro casos en los EE. UU. En 1968 el organismo causante fue identificado como Naegleria. En 1970, la especie de ameba fue nombrado N.fowleri. 
Argentina dio a conocer su primer caso de infección por N. fowleri durante febrero de 2017, cuando un niño de 8 años oriundo de General Arenales, provincia de Buenos Aires, presentó un cuadro clínico típico: fallas respiratorias y hemodinámicas, encefalitis, deterioro progresivo del sensorio, hemiparesia braquiocrural derecha y convulsiones. Falleció dentro de los cinco y siete días desde que iniciaron los síntomas.
En octubre de 1978, una joven que nadó con delfines en un club local de natación, en el restaurado baño romano en Bath, Somerset, contrajo meningitis y murió, lo cual llevó al cierre del lugar durante varios años. Las pruebas mostraron que la ameba N.fowleri estaba presente en el agua. 
Ha habido 31 sucesos notificados entre 2003 y 2012 en los Estados Unidos. Aunque la mayoría de los casos han ocurrido en los grandes lagos y ríos, en diciembre de 2011, dos individuos en Luisiana murieron después de inhalar agua del grifo infectada durante el uso de una olla Neti . 
A pesar de ser poco frecuente, 8 personas murieron por la infección de N. Fowleri en menos de una semana en el sur de Pakistán en julio de 2012.
En 2018, una niña de 10 años en España sufrió la infección de N. Fowleri al nadar en una piscina en cuya agua se encontraba esta ameba en Torrijos, Toledo (España). En este caso la niña se recuperó milagrosamente.

## Tratamiento
El tratamiento estándar actual es la administración por vía intravenosa de dosis de anfotericina B, un antifúngico que es uno de los pocos tratamientos efectivos para las infecciones sistémicas provocada por parásitos (por ejemplo, leishmaniasis y toxoplasmosis). La tasa de éxito en el tratamiento de MAP es por lo general bastante malo, ya que por el momento el diagnóstico definitivo de la mayoría de los pacientes se ha producido en la etapa final de la enfermedad, cuando se han destruido un gran número de células en el cerebro. Incluso si el diagnóstico definitivo se efectúa con suficiente antelación, la anfotericina B también causa significativa y permanente toxicidad renal en las dosis necesarias para detener rápidamente el progreso de las amebas a través del cerebro.
La alta tasa de mortalidad de esta enfermedad se atribuye en gran medida a la sintomatología poco característica de la enfermedad en estadio temprano, agravada por la necesidad de cultivo microbiano del líquido cefalorraquídeo para efectuar un positivo diagnóstico. El parásito también demuestra una especialmente rápida propagación en la última etapa a través de los nervios del sistema olfativo a muchas partes del cerebro simultáneamente. Por estas razones, se ha sugerido que los médicos deben darle una variedad de medicamentos antimicrobianos, incluidos los fármacos utilizados para tratar la encefalitis amebiana, antes de que la enfermedad se confirme con el fin de aumentar el número de supervivientes. Sin embargo, la administración de varios de esos fármacos a la vez es a menudo muy peligroso y desagradable para el paciente.